# Ghostbusters (franchise)
Ghostbusters is een sciencefiction-comedy mediafranchise bestaande uit vijf films, twee animatieseries, een aantal videospellen, stripseries, een themaparkattractie en een rollenspel. De franchise begon officieel met de film Ghostbusters uit 1984, hoewel in de jaren 70 reeds een televisieserie genaamd The Ghost Busters werd uitgezonden.

## Creatie
Het concept van de franchise werd bedacht door Dan Aykroyd, gebaseerd op zijn eigen fascinatie met het bovennatuurlijke. Hij bedacht een film over een groep wetenschappers die voor hun beroep spoken en geesten versloegen in verschillende tijdperken. Later verplaatste hij de locatie van de film naar het hedendaagse New York, daar zijn originele idee niet haalbaar was, gezien het budget voor de film.

## Filmation’s Ghostbusters
Aykroyd was niet de eerste die met het idee kwam van mensen die op spoken jagen met high-tech apparatuur. Reeds in 1975 produceerde Filmation de comedyserie The Ghost Busters. Toen de eerste Ghostbusters-film werd gemaakt, moest Columbia Pictures de rechten op deze naam kopen. Dit ging wel gepaard met een kleine wijziging in de schrijfwijze: de woorden “Ghost” en “buster” werden aan elkaar geschreven.
Toen de film een succes was en Columbia besloot een animatieserie van de film te maken, besloot Filmation om ook hun oude serie nieuw leven in te blazen met een animatieserie. Dit werd Filmation's Ghostbusters. Zowel deze animatieserie als de televisieserie waar hij op is gebaseerd staan los van de Ghostbusters-franchise.

## Achtergrond

### Concept
De franchise draait om een groep van vier wetenschappers, die met behulp van high-tech apparatuur spoken en andere bovennatuurlijke wezens bevechten. Ze worden sinds de eerste animatieserie bijgestaan door een spook genaamd Slimer.

### Personages
Peter VenkmanDe leider van het team. Hij heeft een Ph.D. in psychologie. Hij wordt gespeeld door Bill Murray in de films. In de series wordt zijn stem gedaan door Lorenzo Music en Dave Coulier.
Raymond Stantzeen expert op het gebied van paranormale geschiedenis. Hij wordt vaak gezien als het hart van het team. Hij wordt gespeeld door Dan Aykroyd in de films. Zijn stem in de series wordt gedaan door Frank Welker.
Egon Spenglerde maker van veel van de Ghostbusters’ wapens en hulpmiddelen. Hij wordt gespeeld door Harold Ramis in de films. Zijn stem wordt gedaan door Maurice LaMarche in de series.
Winston Zeddemorede enige van de Ghostbusters die geen wetenschapper is of kennis van het paranormale bezit. Hij is vaak de stem van de rede in het team. Hij wordt gespeeld door Ernie Hudson in de films, en zijn stem wordt gedaan door Arsenio Hall en Buster Jones in de series.
Janine Melnitzde secretaresse van de Ghostbusters. Ze werd gespeeld door Annie Potts in de films. Haar stem werd gedaan door Laura Summer en Kath Soucie in The Real Ghostbusters en Pat Musick in Extreme Ghostbusters.
Louis TullyEen accountant en vriend van Dana Barrett. Hij werd gespeeld door Rick Moranis in Ghostbusters en Ghostbusters II. Zijn stem werd gedaan door Rodger Bumpass in The Real Ghostbusters. In de eerste film werd hij net als Dana bezeten door een handlanger van Gozer. In de tweede film trok hij zelf als semi-ghostbuster ten strijde tegen Vigo the Carpathian. Tevens heeft hij in deze film rechten gestudeerd en helpt de Ghostbusters bij hun rechtszaak. In de serie is hij een accountant voor het team.
SlimerEen groen spook dat zijn debuut maakte in de eerste film. Daarin was hij het eerste spook dat het team ving. Hij heeft een vaste rol in de series The Real Ghostbusters en Extreme Ghostbusters, waarin hij lid is van het team als hun mascotte en huisdier. Slimer heeft een gevoel voor humor dat alleen door hem begrepen wordt, en een onstilbare honger. Hij is goede vrienden met de Stay Puft Marshmallow Man.
Stay-Puft Marshmallow Manin het universum van de Ghostbusters is de Stay-Puft Marshmallow Man de mascotte van een de Stay Puft Corporation. Hij is een humanoïde wezen gemaakt van marshmallows. Zijn uiterlijk doet denken aan dat van de mascotte van Michelin. In de climax van de eerste film nam Gozer de gedaante aan van een kolossale Stay-Puft Marshmallow Man om de wereld te vernietigen. Hij werd vernietigd samen met Gozer. Desondanks komt de kolossale Stay-Puft Marshmallow Man ook voor in de animatieserie “The Real Ghostbusters”, waarin hij blijkbaar een opzichzelfstaand wezen is in plaats van een gedaante van Gozer. Net als Slimer is hij een bondgenoot van de Ghostbusters. Zijn stem werd ingesproken door John Stocker en later Frank Welker.

### Wapens en hulpmiddelen
Proton packhet primaire wapen van de Ghostbusters is hun protonpack: een draagbare nucleaire generator die een protonenstraal afvuurt. Deze straal kan het ectoplasma van een spook beschadigen, en een spook vasthouden zodat hij makkelijk te vangen is. Het protonpack bestaat uit een rugzak met een deeltjesversneller, die via een slang verbonden is aan een pistoolachtig wapen. De werking van een protonpack is ongeveer gelijk aan die van een cyclotron. De energiestraal van het wapen kan worden aangepast in lengte en kracht, maar is in vrijwel elke stand lastig te hanteren. Het maximumvermogen van een protonpack is 500.000 megahertz (wat niet een eenheid van vermogen is).
Slime Blowereen wapen geïntroduceerd in de film Ghostbusters II. Het wapen bestaat uit een metalen tank die de gebruiker op zijn rug kan dragen, gekoppeld aan een pistool. Het wapen vuurt slijm af dat geladen is met positieve energie.
PKE-metereen draagbaar apparaat dat dat Psycho-Kinetische Energie, een uniek bijproduct van geesten, kan opsporen.
Ecto-Gogglesspeciale brillen die sporen achtergelaten door spoken zichtbaar kunnen maken.
Ecto-Containment Uniteen grote opslagruimte in het hoofdkwartier van de Ghostbusters, waarin ze alle gevangen spoken opsluiten. Er bestaan verschillende modellen van deze Unit, maar in de meeste gevallen is het een grote tank. De unit is gebaseerd op het concept dat de ionisatie van een spook altijd hetzelfde blijft, en dus met de juiste middelen vast kan worden gehouden. De unit is voorzien van een aankoppelingspunt voor de Ghost Trap, waarlangs gevangen spoken in de unit kunnen worden gestopt. De unit moet voortdurend van energie voorzien worden.
Ghost trapeen draagbare doos met dezelfde functie als de Ecto-Containment Unit. De val wordt geactiveerd met een pedaal nadat een spook, al dan niet met behulp van de proton packs, naar de val is gedreven. De ghost trap heeft blijkbaar een eigen energiebron, maar het is niet duidelijk hoelang deze het houdt. Hoe sterker een spook is, des te sneller moet hij worden overgeplaatst naar de Ecto-containment unit.
De EctomobileHet primaire vervoermiddel van de Ghostbusters. De wagen is een Cadillac Miller-Meteor limo-style uit 1959. De Ectomobile is uitgerust met sirenes, een laadruimte voor alle apparatuur en veel andere gadgets waarvan het nut niet wordt onthuld. De naam ectomobile wordt in de films en series zelf vrijwel nooit genoemd. De naam is afgeleid uit het lied Cleaning Up The Town uit de film.

## Films

### Ghostbusters
De eerste film verscheen in 1984. In de film is te zien hoe het Ghostbustersteam wordt gevormd, en ze het opnemen tegen de demi-god Gozer.

### Ghostbusters II
De tweede film kwam uit in 1989. In deze film is het team uit elkaar gegaan, maar komt weer bijeen wanneer New York wordt bedreigd door de geest van een oude Moldavische tovenaar en zijn speciale slijm dat zich voedt met negatieve emoties.

### "Derde" film
Een derde film getiteld Ghostbusters III: Hellbent werd aangekondigd door Dan Aykroyd in een interview op CISN Country 103.9 FM in Edmonton, Alberta. Volgens Aykroyd zou de film computergeanimeerd zijn. Bill Murray kondigde echter aan niet mee te zullen werken aan de film. De plannen voor de film kwamen op losse schroeven te staan. In een interview met Gameinformer zei Aykroyd dat het toen nog te verschijnen Ghostbusters-videospel ter vervanging voor de film diende. Na de dood van acteur Harold Ramis in februari 2014 werden de plannen voor de film definitief afgeblazen.

### Ghostbusters III(2016)
In augustus 2014 werd aangekondigd dat in plaats van een derde film met de originele cast, de franchise een reboot zou ondergaan in de vorm van een nieuwe film met een nieuwe, ditmaal geheel vrouwelijke, cast. In januari 2015 werd bekend dat Kristen Wiig, Melissa McCarthy, Leslie Jones en Kate McKinnon de hoofdrollen zouden gaan vertolken in deze film. De film ging in juli 2016 in première. De film werd echter een financiële mislukking.

### Ghostbusters: Afterlife(2021)
In december 2019 werd de eerste trailer van Ghostbusters: Afterlife uitgebracht. Een belangrijke rol in de film is weggelegd voor Paul Rudd en de regie is in handen van Jason Reitman, de zoon van Ivan Reitman. Deze film blikt terug op de oude franchise, ondanks het overlijden van Harold Ramis. 
Deze film zou in 2020 verschijnen, maar vanwege de coronapandemie is de release uitgesteld. Op 11 november 2021 is hij in de bioscopen verschenen.

### Ghostbusters: Frozen Empire(2024)
Na de release van Ghostbusters: Afterlife in november 2021 toonde Dan Aykroyd interesse om samen met de overgebleven cast van het originele "Ghostbusters"-team hun rol te laten hernemen in maximaal drie sequels. In april 2022 werd aangekondigd dat een vervolg op Afterlife zich in de vroege ontwikkeling bevond bij Sony Pictures. In juni 2022 werd de film bevestigd door regisseur Jason Reitman. De filmopnames begonnen op 20 maart 2023 in Londen onder de werktitel Firehouse, met Eric Steelberg als cameraman.  
De film ging in première op 14 maart 2024 in New York. De oorspronkelijke première voorzien voor juli 2023 werd wegens de SAG-AFTRA-staking uitgesteld naar december 2023 en later verschoven naar maart 2024.

## Personages
| Personage                                | Film                                                            | Film                                                            | Film                | Film                                                | Film                                     |
| Personage                                | Ghostbusters (1984)                                             | Ghostbusters II                                                 | Ghostbusters (2016) | Ghostbusters: Afterlife                             | Ghostbusters: Frozen Empire              |
| ---------------------------------------- | --------------------------------------------------------------- | --------------------------------------------------------------- | ------------------- | --------------------------------------------------- | ---------------------------------------- |
| Dr. Peter Venkman                        | Bill Murray                                                     | Bill Murray                                                     |                     | Bill Murray                                         | Bill Murray                              |
| Dr. Raymond "Ray" Stantz                 | Dan Aykroyd                                                     | Dan Aykroyd                                                     |                     | Dan Aykroyd                                         | Dan Aykroyd                              |
| Dr. Egon Spengler                        | Harold Ramis                                                    | Harold Ramis                                                    | (Bronzen buste)     | Harold Ramis Bob Gunton Ivan Reitman                |                                          |
| Dr. Winston Zeddemore                    | Ernie Hudson                                                    | Ernie Hudson                                                    |                     | Ernie Hudson                                        | Ernie Hudson                             |
| Dana Barrett-Venkman                     | Sigourney Weaver                                                | Sigourney Weaver                                                |                     | Sigourney Weaver                                    |                                          |
| Janine Melnitz                           | Annie Potts                                                     | Annie Potts                                                     |                     | Annie Potts                                         | Annie Potts                              |
| Louis Tully                              | Rick Moranis                                                    | Rick Moranis                                                    |                     |                                                     |                                          |
| Walter Peck                              | William Atherton                                                |                                                                 |                     |                                                     | William Atherton                         |
| Slimer                                   | Ivan Reitman (stem)                                             | Ivan Reitman (stem)                                             | Adam Ray (stem)     |                                                     | Kevin Mangold                            |
| Stay Puft Marshmallow Man The Destructor | Bill Bryan                                                      |                                                                 | (Paradeballonnen)   | Sarah Natochenny (stem) Shelby Young (stem)         | Shelby Young (stem) Ryan Bartley] (stem) |
| Burgemeester Lenny Clotch                | David Margulies                                                 | David Margulies                                                 |                     |                                                     |                                          |
| Roger Delacorte                          | John Rothman                                                    |                                                                 |                     |                                                     | John Rothman                             |
| Gozer The Gozerian                       | Slavitza Jovan Bill Bryan Sigourney Weaver Paddi Edwards (stem) |                                                                 |                     | Olivia Wilde Emma Portner Shohreh Aghdashloo (stem) |                                          |
| Zuul The Gatekeeper                      | Sigourney Weaver Ivan Reitman (stem)                            |                                                                 |                     | Carrie Coon Celeste O'Connor Ivan Reitman (stem)    |                                          |
| Vinz Clortho The Keymaster               | Rick Moranis                                                    |                                                                 |                     | Paul Rudd                                           |                                          |
| Mooglie Ghostbusters Logo                | (afbeeldingen)                                                  | (afbeeldingen)                                                  | Neil Casey          | (afbeeldingen)                                      | (afbeeldingen)                           |
| Dr. Janosz Poha                          |                                                                 | Peter MacNicol                                                  |                     |                                                     |                                          |
| Rechter Stephen Wexler                   |                                                                 | Harris Yulin                                                    |                     |                                                     |                                          |
| Jack Hardemeyer                          |                                                                 | Kurt Fuller                                                     |                     |                                                     |                                          |
| Vigo the Carpathian                      |                                                                 | Wilhelm von Homburg Max von Sydow (stem) Howie Weed Dan Aykroyd |                     |                                                     |                                          |
| Baby Oscar                               |                                                                 | William T. Deutschendorf Henry J. Deutschendorf II              |                     |                                                     |                                          |
| Havenmeester                             |                                                                 | Cheech Marin                                                    |                     |                                                     |                                          |
| Dr. Abigail "Abby" L. Yates              |                                                                 |                                                                 | Melissa McCarthy    |                                                     |                                          |
| Dr. Erin Gilbert                         |                                                                 |                                                                 | Kristen Wiig        |                                                     |                                          |
| Dr. Jillian "Holtz" Holtzmann            |                                                                 |                                                                 | Kate McKinnon       |                                                     |                                          |
| Patricia "Patty" Tolan                   |                                                                 |                                                                 | Leslie Jones        |                                                     |                                          |
| Kevin Beckman                            |                                                                 |                                                                 | Chris Hemsworth     |                                                     |                                          |
| Phoebe Spengler                          |                                                                 |                                                                 |                     | Mckenna Grace                                       | Mckenna Grace                            |
| Trevor Spengler                          |                                                                 |                                                                 |                     | Finn Wolfhard                                       | Finn Wolfhard                            |
| Callie Spengler                          |                                                                 |                                                                 |                     | Carrie Coon                                         | Carrie Coon                              |
| Gary Grooberson                          |                                                                 |                                                                 |                     | Paul Rudd                                           | Paul Rudd                                |
| Podcast                                  |                                                                 |                                                                 |                     | Logan Kim                                           | Logan Kim                                |
| Lucky                                    |                                                                 |                                                                 |                     | Celeste O'Connor                                    | Celeste O'Connor                         |
| Ivo Shandor                              |                                                                 |                                                                 |                     | J.K. Simmons                                        |                                          |
| Muncher                                  |                                                                 |                                                                 |                     | Josh Gad (stem)                                     |                                          |
| Nadeem Razmaadi                          |                                                                 |                                                                 |                     |                                                     | Kumail Nanjiani                          |
| Dr. Hubert Wartzki                       |                                                                 |                                                                 |                     |                                                     | Patton Oswalt                            |
| Lars Pinfield                            |                                                                 |                                                                 |                     |                                                     | James Acaster                            |
| Melody                                   |                                                                 |                                                                 |                     |                                                     | Emily Alyn Lind                          |
| Garraka                                  |                                                                 |                                                                 |                     |                                                     | Ian Whyte                                |

## Series

### The Real Ghostbusters
Deze animatieserie begon in 1986, en liep tot 1991. De serie gaat verder waar de eerste film ophield, en toont de verdere belevenissen van het team. De kijkcijfers gingen omlaag toen de serie overstapte op een jongere doelgroep.

### Extreme Ghostbusters
Een vervolgserie gemaakt in 1997. De serie speelt zich ongeveer zes jaar na de vorige serie af, en draait om Egon die vier van zijn studenten rekruteert om de nieuwe Ghostbusters te worden.

## Muziek
Voor de eerste film schreef zanger Ray Parker jr. het lied Ghostbusters, wat als intromuziek werd gebruikt. Dit nummer is vast onderdeel geworden van de franchise. Het nummer introduceerde de trefzin "Who you gonna call? Ghostbusters!" Van het nummer werden miljoenen exemplaren verkocht. Het nummer werd zelfs genomineerd voor een Academy Award, maar verloor die aan Stevie Wonders I Just Called to Say I Love You.

## Videospellen
- Ghostbusters (1984)
- The Real Ghostbusters (1987)
- Ghostbusters II (1989)
- Ghostbusters (1990)
- The Real Ghostbusters (1993)
- Extreme Ghostbusters (2001)
- Extreme Ghostbusters: Code Ecto-1 (2002)
- Extreme Ghostbusters: The Ultimate Invasion (2004)
- Ghostbusters (2006)
- Ghostbusters: The Video Game (2009)

### Strips
Zowel Marvel Comics als Now Comics publiceerden stripseries gebaseerd op de animatieserie The Real Ghostbusters.
In 2003 publiceerde Sony samen met 88 MPH studios de ministripserie Ghostbusters: Legion.

### Boeken
Van beide films zijn boekversies verschenen.
In 2004 schreef sciencefictionschrijver Sholly Fisch het boek Ghostbusters: The Return, dat zich vijf jaar na de tweede film afspeelt. In het boek krijgt het team te maken met spoken gebaseerd op bekende broodjeaapverhalen.

## Overig
- Ghostbusters-rollenspel: een rollenspel uitgebracht in 1986.
- Ghostbusters Spooktacular: een voormalige attractie in Universal Studios Florida.